# Larry Wilson (prospecteur)
Pour les articles homonymes, voir Larry Wilson.
Larry Wilson (né Lawrance Maurice Wilson le 15 juin 1896 à Longueuil et décédé le 16 décembre 1963 à Montréal) est un homme de lettres et prospecteur minier. Il est le premier à raconter l’histoire de la région de Chibougamau dans son livre L'Appel du Chibougamau (Chibougamau Venture) publié en 1952, en anglais, puis en 1956, en français.

## Biographie

### Enfance et jeunesse
Larry Wilson naît d’une mère canadienne-française, Eliza Hortense Perrault (1871-1979), et d’un père de descendance écossaise, Lawrence Alexander Wilson (1864-1934),. Son père est un commerçant et homme politique. Le métier de son père amène Larry Wilson à voyager dès son enfance. Il passe ses étés d'enfance à Sainte-Adèle où il aurait connu Claude-Henri Grignon, auteur du roman Un homme et son péché. Les deux se perdent de vue avant de se retrouver dans les mêmes cercles littéraires des années plus tard.
Larry Wilson s’enrôle comme soldat lors de la Première Guerre mondiale. À 19 ans, il rejoint le 42e bataillon Royal Highlanders de l'armée canadienne pour aller combattre auprès des forces britanniques. Il quitte Montréal en juin 1915 pour l’Europe. En 1920, 2 ans après la guerre, il est toujours hospitalisé dans un hôpital psychiatrique de Londres, traumatisé par la guerre. À son retour, il entre en médecine à l'Université McGill, mais ne poursuivra pas dans cette voie,.

### Journaliste et voyageur
Il devient par la suite journaliste et correspondant pour l'agence Presse Canadienne. Il est amené à couvrir des événements partout dans le monde dont la révolution chinoise de 1927. Il est tantôt basé aux États-Unis puis en Europe,.
Il acquiert à un certain moment un voilier à Halifax qu’il nomme le Quebec Ptarmigan, du nom de l’oiseau. Lui et l’équipage quittent le port d'Halifax le 24 juillet 1932 pour un périple de 14 mois. Ils traversent l’océan Atlantique pour aller rejoindre le canal de Suez en passant par le détroit de Gibraltar et en traversant la Méditerranée. Ils traversent la mer Rouge vers l'océan Indien et se rendent jusqu’à l'île de Java, aujourd'hui partie intégrante de l’Indonésie. Ils font également des arrêts en Nouvelle-Guinée, aux Philippines, à Hawaï et sur plusieurs autres îles. Ils regagnent l’Amérique en arrêtant à San Francisco, et reviennent au port d’Halifax en contournant le cap Horn.

### Mariage
En 1934, il marie Alice Fortier et de cette union naîtra en 1935 un garçon, Lawrence Robert Wilson. Ce mariage est toutefois de courte durée. Larry Wilson n’entretient pas de relation avec son fils.

### Prospecteur
En 1949, Larry Wilson se rend à Chibougamau à la suite de la lecture du Rapport Obalski de 1907 rédigé par Frederick Pauli,. Il est à la recherche d’une source d’eau minérale, décrite dans le rapport, dont Pauli vante les propriétés médicinales. Arrivé sur place, il rencontre Bill Lafontaine, agent des mines du ministère des Mines du Québec qui tente de l’aider dans cette recherche. Wilson ne trouve jamais la source, mais s’intéresse aux gisements miniers de la région.
Il acquiert 18 concessions dans la baie Bateman au lac aux Dorés, s’équipe en matériel et apprend le métier de prospecteur. Pour conserver ses concessions et pouvoir y habiter, Larry Wilson doit effectuer un minimum de prospection et payer ses taxes.
À l’hiver 1949-1950, il retourne à Montréal et en profite pour rencontrer certaines personnes qui se sont intéressées dans le passé à la région du Chibougamau pour en apprendre plus sur la région. Le même hiver, il lance le premier journal de Chibougamau The Chibougamau Miner. Seulement deux parutions ont lieu puis, faute de contenu, la publication est discontinuée. Par la suite, Larry Wilson commence à écrire L’Appel du Chibougamau qu’il termine et publie en anglais en 1952 sous le nom de Chibougamau Venture. 
En mars 1950, Larry Wilson se rend à Noranda pour acheter une foreuse au diamant, outil essentiel à la prospection. À l’été 1950, il commence la prospection plus sérieusement sur ses concessions et engage des gens pour lui montrer comment faire. Il investit beaucoup de son argent dans cette activité. Il fait également construire un refuge qu’il nomme le Rainbow Lodge là où le lac Chibougamau se déverse dans le lac aux Dorés sur une petite île dans la baie Bateman,. Au fil des années, Larry Wilson héberge beaucoup de promoteurs, de géologues et de fonctionnaires ayant affaire dans la région au Rainbow Lodge. Il finit par former un club de chasse et de pêche en demandant un bail de 10 ans au ministère des Terres et Forêts du Québec. Des petites cabanes sont érigées autour du lodge pour accueillir ces visiteurs. 
Entre 1950 et 1951, il fait des allers-retours entre Chibougamau et Montréal fuyant les hivers rudes du nord et continuant son travail de prospecteur l’été venu. En 1955, une mine ouvre finalement sur les concessions de Larry Wilson, la Bateman Bay Mining Company,. Bill Lafontaine en est le directeur et Larry Wilson est un des quatre autres codirecteurs. Son passage à Chibougamau et ses investissements dans le secteur minier rapportent à Larry Wilson une petite fortune.

### Fin de vie
À partir de 1955, Larry Wilson retourne habiter à Montréal, plus précisément à Westmount, où il travaille toujours dans le domaine littéraire comme auteur et éditeur. En 1960, il offre un don de plusieurs milliers de dollars à la Ville de Chibougamau pour fonder la première bibliothèque municipale, inaugurée en 1961,,,,. Il décède le 16 décembre 1963 à l’âge de 67 ans à l’Hôpital Général de Montréal des suites d’une crise cardiaque. Il est inhumé au cimetière Notre-Dame-des-Neiges.

## Toponymie
Larry Wilson donne son nom à la rue Wilson dans la Ville de Chibougamau et au lac Wilson dans le Nord-du-Québec.